# Фундуклеївський фонтан
50°27′08″ пн. ш. 30°31′39″ сх. д. / 50.452234368404° пн. ш. 30.527561007374° сх. д.
Фундуклеївський фонтан (також: «Фундуклей», «Іван») — фонтан в Києві споруджений у 1843 році на Царській площі за проектом архітектора Олександра Шіле власним коштом губернатора Івана Фундуклея, за що і був названий «Фундуклеївським», або просто «Іваном».
Фонтан був першим в системі хрещатицького водогону. У першій половині ХІХ сторіччя мешканці вулиці Хрещатик страждали від нестачі води. Водопроводи були майже відсутні. Фундуклей на свої гроші спорудив фонтан, який кияни називали «Іваном», або «Фундуклеєм».
Фонтан початково мав форму гранітної вази. 1872 року його було замінено чавунним фонтаном-чашею виробництва О. Термена. На рубежі 19- 20 ст. на цьому місці розбито клумбу.

## Галерея забражень

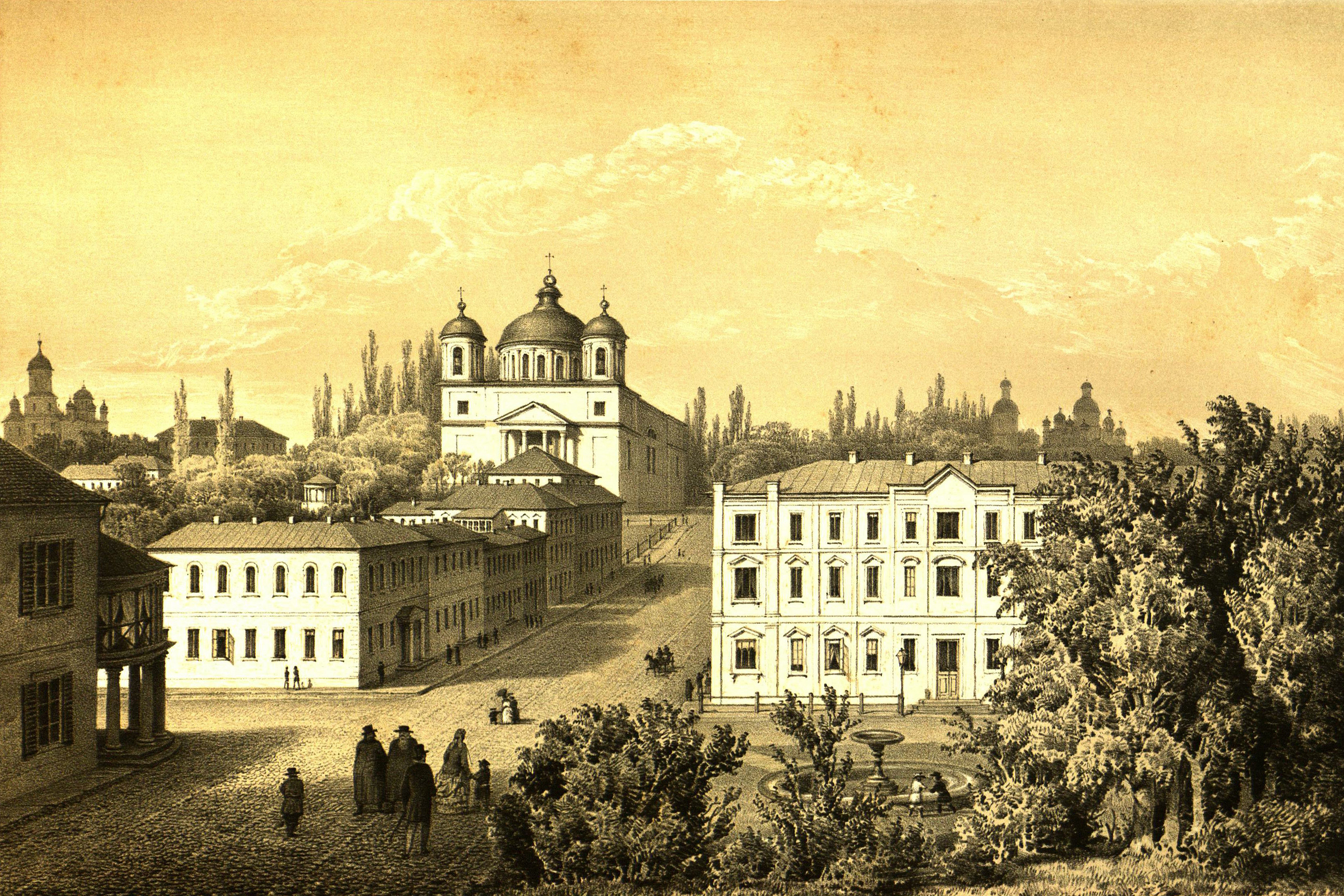
Театральна площа на початку 1870-х років. Фундуклеївський фонтан ліворуч від центра зображення.
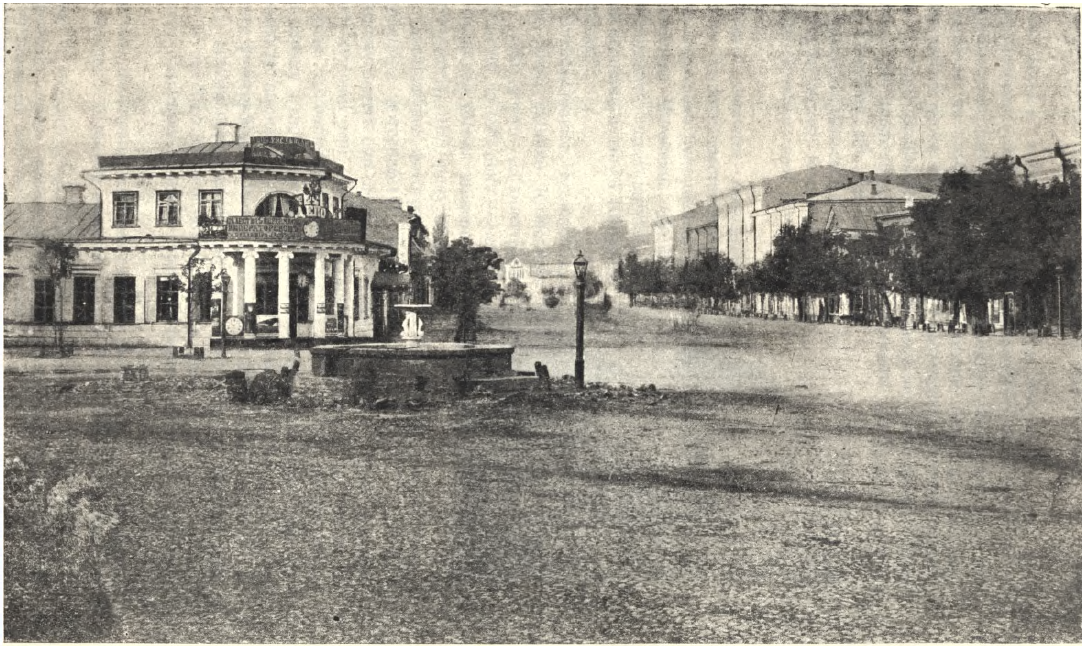
Фундуклеївський фонтан, фото Й. Кордиша, 1870-1871 рр.
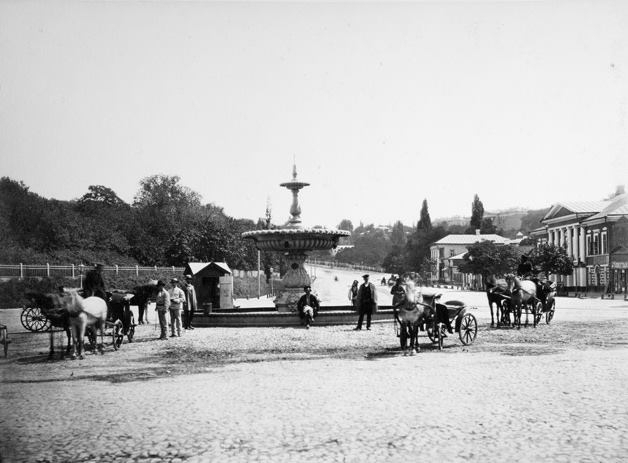
Фонтан виробництва заводу О. Термена на місці старого Фундуклеївського фонтану.
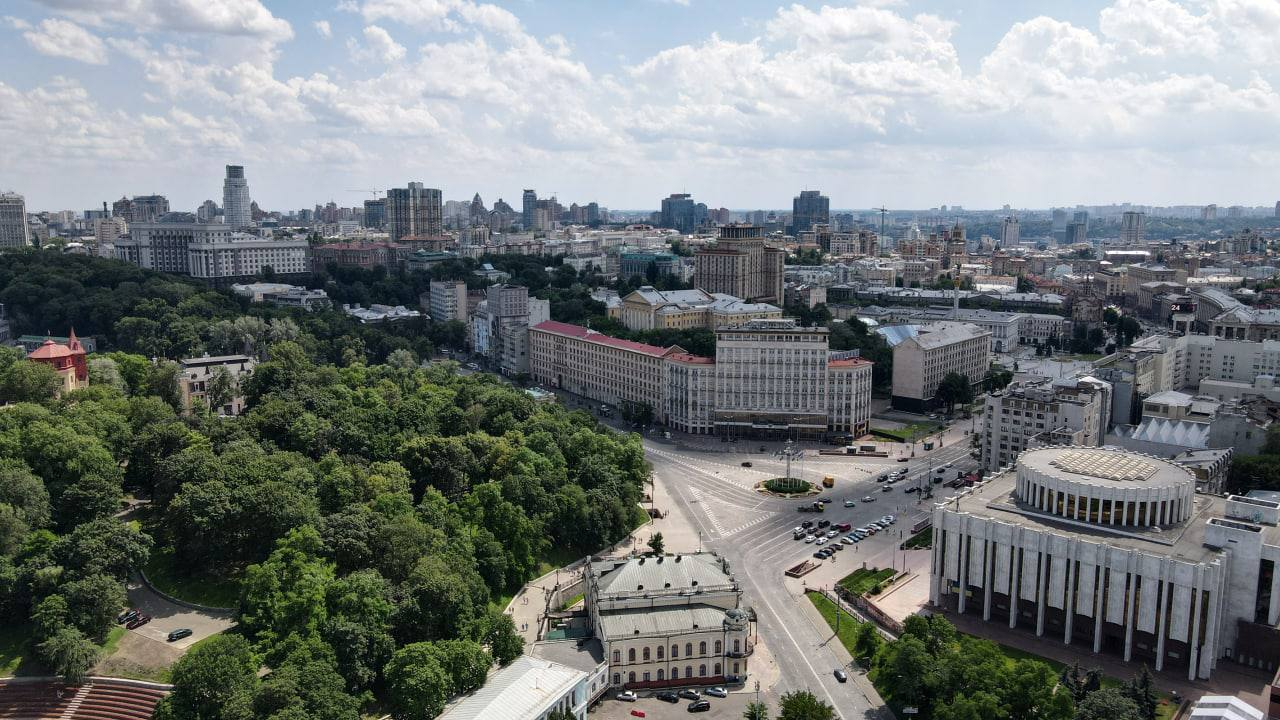
Європейська площа на початку 21 століття. Фундуклеївський фонтан розташовувався на місці клумби у центрі площі.